# ستيفن وليامز
ستيفن وليامز (بالإنجليزية: Steven Williams)‏ (و. 1949 – م) هو ممثل، وممثل تلفزيوني، من الولايات المتحدة الأمريكية، ولد في ممفيس، تينيسي.

## وصلات خارجية
- ستيفن وليامز على موقع IMDb (الإنجليزية)
- ستيفن وليامز على موقع إن إن دي بي (الإنجليزية)
- ستيفن وليامز على موقع قاعدة بيانات الفيلم (الإنجليزية)